# コートスター
コートスター (Kauto Star) は、フランスで生産、フランスおよびイギリスで調教された競走馬である。

## 戦績

### デビュー - 2005/2006シーズン
2003年3月にフランスでデビュー。フランスではハードル競走のみに出走しG3の1勝を含む10戦4勝の成績を挙げた。そして2004年秋よりイギリスのポール・ニコラス調教師のもとで競走生活を送ることになる。
初めてコートスターが注目を浴びることになったのは2005年1月31日。移籍2戦目のエクセター競馬場での出来事によるものであった。この日コートスターはハンデキャップチェイスに1番人気で出走、2番手に10馬身以上の差をつけてレースを進めていたが最後から2番目の障害で転倒した。鞍上のルビー・ウォルシュが即座に再騎乗を行ったが僅差の2着に敗れた。レース後、コートスターは軽度の骨折をしていることが判明し、次シーズンまで休養を余儀なくされた。この件に関連して王立動物虐待防止協会(RSPCA)が転倒した馬に対する再騎乗の禁止を求め、イギリスで大きな問題となった。
2005年冬に復帰したコートスターは2戦目のティングルクリークチェイスでG1初勝利を挙げるが、2マイルチェイスの最大の競走であるクイーンマザーチャンピオンチェイスでは1番人気となりながら転倒による競走中止に終わった。

### 2006/2007シーズン
コートスターは危険な飛越を繰り返しながらも連勝を重ねていく。シーズン初戦のハンデキャップG2オールドローンチェイスに勝利すると2戦目のベットフェアチェイスではアイルランドのG1競走を9勝しているビーフオアサーモンに17馬身差の圧勝。3戦目でティングルクリークチェイスを連覇、そして4戦目のキングジョージ6世チェイスでは複数の障害で飛越に失敗しながらも2着のエキゾティックダンサーに8馬身差で優勝した。
5戦目のG2エイオンチェイスで最終障害を落馬寸前の飛越をしながらクビ差で辛勝するといよいよ大一番チェルトナムゴールドカップへ向かった。同レースは18頭と頭数は揃ったが、前年の優勝馬ウォーオブアトリションなど有力馬が回避したこともあり単勝2.25倍の1番人気となった。コートスターは馬群の中段内ラチ沿いでレースを進め、直線手前で外に持ち出すと一気に先頭へ。最終障害では低い飛越をしたがそのまま押し切った。2着には2番人気のエキゾティックダンサーが2½馬身差で入線した。
コートスターはこれでベットフェアチェイス、キングジョージ6世チェイス、チェルトナムゴールドカップの3競走の同一シーズン制覇を達成し、ベッティングエクスチェンジで知られるベットフェア社から100万ポンドのボーナスを獲得した。

### 2007/2008シーズン
昨シーズン同様オールドローンチェイスからスタートしたが、14ポンド斤量差もあり、先に抜け出したモナイズガーデンを捕らえきれず2着に敗れた。しかし、2戦目のベットフェアチェイスで安定した飛越でエキゾティックダンサーを半馬身差で振り切り同レース連覇を達成、3戦目のキングジョージ6世チェイスもアワビック以下に11馬身差を付ける圧勝で連覇を飾った。そして続くG1アスコットチェイスではモナイズガーデンに完勝。連覇を目指しチェルトナムゴールドカップに1番人気で出走したが、同じ厩舎所属の2番人気デンマンに抜け出され2着に終わった。続くトートスポートボウルチェイスでも終盤失速してアワビックに差されて2着となり、やや精彩を欠きつつあった。

### 2008/2009シーズン〜2011/2012シーズン
11月8日にアイルランド、ダウンロイヤル競馬場のチャンピオンチェイス(G1)で復帰。ライトオンザブルームに11馬身差で復帰戦を勝利した。続くベットフェアチェイスでは単勝1.4倍を付けられたが、最終障害でバランスを崩して騎手が落馬、しかし、3戦目となったキングジョージ6世チェイスは2着に8馬身差で勝利し、デザートオーキッド以来となる3連覇を達成した。ゴールドカップでは、当初前年の優勝馬デンマンが1番人気となっていたが、2月のレビーボードチェイスでデンマンが2着に敗れるとかわって1番人気になり、当日もそのデンマンに13馬身の差をつけてゴールドカップ2勝目を挙げた。その後、12歳まで現役を続け、2012年3月のチェルトナムゴールドカップを最後に現役を引退した。

## 引退後
2015年6月24日、囲い馬場での事故によって負傷、懸命な治療が続けられていたが6月29日、安楽死処分となった。

## 血統表
| コートスターの血統             | コートスターの血統           | コートスターの血統 | （血統表の出典）   | （血統表の出典） |
| 父系                           | ミルリーフ系                 | ミルリーフ系       | ミルリーフ系       |                  |
| 父 Sire Village Star 1983 栗毛 | 父の父Moulin 1976 栗毛       | Mill Reef          | Never Bend         | Never Bend       |
| 父 Sire Village Star 1983 栗毛 | 父の父Moulin 1976 栗毛       | Mill Reef          | Milan Mill         |                  |
| 父 Sire Village Star 1983 栗毛 | 父の父Moulin 1976 栗毛       | High Fidelyty      | Hautain            | Hautain          |
| 父 Sire Village Star 1983 栗毛 | 父の父Moulin 1976 栗毛       | High Fidelyty      | Paladrina          |                  |
| 父 Sire Village Star 1983 栗毛 | 父の母Glitter 1976 鹿毛      | Reliance           | Tantieme           | Tantieme         |
| 父 Sire Village Star 1983 栗毛 | 父の母Glitter 1976 鹿毛      | Reliance           | Relance            |                  |
| 父 Sire Village Star 1983 栗毛 | 父の母Glitter 1976 鹿毛      | Glistening         | Aureole            | Aureole          |
| 父 Sire Village Star 1983 栗毛 | 父の母Glitter 1976 鹿毛      | Glistening         | Causerie           |                  |
| 母 Dam Kauto Relka 1993 鹿毛   | 母の父Port Etienne 1983 鹿毛 | Mill Reef          | Never Bend         | Never Bend       |
| 母 Dam Kauto Relka 1993 鹿毛   | 母の父Port Etienne 1983 鹿毛 | Mill Reef          | Milan Mill         |                  |
| 母 Dam Kauto Relka 1993 鹿毛   | 母の父Port Etienne 1983 鹿毛 | Sierra Morena      | Canisbay           | Canisbay         |
| 母 Dam Kauto Relka 1993 鹿毛   | 母の父Port Etienne 1983 鹿毛 | Sierra Morena      | Saigon             |                  |
| 母 Dam Kauto Relka 1993 鹿毛   | 母の母Kautoretta 1981 鹿毛   | Kautokeino         | Relko              | Relko            |
| 母 Dam Kauto Relka 1993 鹿毛   | 母の母Kautoretta 1981 鹿毛   | Kautokeino         | Cranberry          |                  |
| 母 Dam Kauto Relka 1993 鹿毛   | 母の母Kautoretta 1981 鹿毛   | Verdurette         | Lionel             | Lionel           |
| 母 Dam Kauto Relka 1993 鹿毛   | 母の母Kautoretta 1981 鹿毛   | Verdurette         | Tyrolina           |                  |
| 母系(F-No.)                    | Royal Mare(FN:F12)           | Royal Mare(FN:F12) | Royal Mare(FN:F12) |                  |
| 5代内の近親交配                | Mill Reef 4×4                | Mill Reef 4×4      | Mill Reef 4×4      |                  |